# 4 Elements
4 Elements is een Nederlandse documentaire uit 2006 van regisseuse Jiska Rickels. De rolprent ging op 30 november 2006 in première.
De documentaire gaat over vier plaatsen op aarde waar mensen strijd leveren en/of samenleven met een van de vier elementen.

## Prijzen
- Kristallen Film - Golden and Platin Film Nederland
- Gold Plaque - Chicago International Film Festival